# Sadd-e Makhzanī-ye Mārūn
Sadd-e Makhzanī-ye Mārūn (persiska: سد مخزنی مارون) är en dammbyggnad i Iran.   Den ligger i provinsen Khuzestan, i den centrala delen av landet, 600 km söder om huvudstaden Teheran. Sadd-e Makhzanī-ye Mārūn ligger 513 meter över havet.
Terrängen runt Sadd-e Makhzanī-ye Mārūn är huvudsakligen kuperad, men västerut är den bergig. Runt Sadd-e Makhzanī-ye Mārūn är det ganska glesbefolkat, med 47 invånare per kvadratkilometer. Närmaste större samhälle är Behbahān, 17,1 km sydväst om Sadd-e Makhzanī-ye Mārūn. Omgivningarna runt Sadd-e Makhzanī-ye Mārūn är i huvudsak ett öppet busklandskap.